# Andrij Remeniuk
Andrij Serhijowycz Remeniuk, ukr. Андрій Сергійович Ременюк (ur. 3 lutego 1999) – ukraiński piłkarz, grający na pozycji napastnika.

## Kariera piłkarska

### Kariera klubowa
Wychowanek Wyższej Szkoły Sportowej Karpaty Lwów, barwy której bronił w juniorskich mistrzostwach Ukrainy (DJuFL). 6 sierpnia 2016 roku rozpoczął karierę piłkarską w drużynie Karpaty U-19. 31 sierpnia 2018 został wypożyczony do Ruchu Winniki, w którym grał do końca roku. 23 sierpnia 2019 został wypożyczony do FK Kałusz.

### Kariera reprezentacyjna
W 2015 debiutował w juniorskiej reprezentacji U-17. W latach 2017–2018 występował w reprezentacji U-19.

## Sukcesy i odznaczenia

### Sukcesy klubowe
Ukraina U-19
- brązowy medalista Mistrzostw Europy U-19: 2018